# Sint-Martinuskerk (Sint-Lievens-Esse)

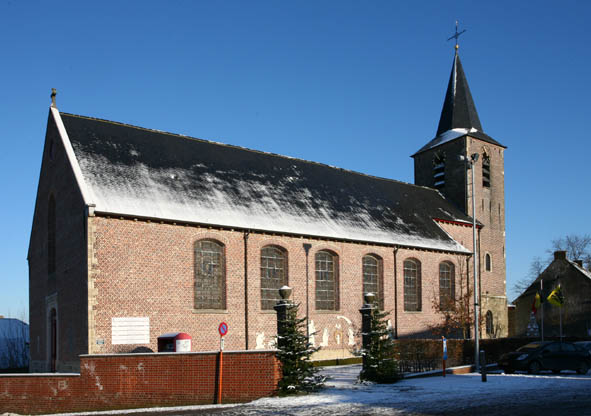
Sint-Martinuskerk

De Sint-Martinuskerk is de parochiekerk van de tot de Oost-Vlaamse gemeente Herzele behorende plaats Sint-Lievens-Esse, gelegen aan de Sint-Lievensplein 23.
Deze kerk werd gebouwd in 1774 nadat de voorgaande kerk was gesloopt. De driebeukige kerk heeft een vlakke koorsluiting en een tegen het koor aangebouwde vierkante oosttoren. Het kerkschip heeft steekboogvensters. De kerk wordt omringd door een kerkhof.
Het interieur werd beschilderd in late régencestijl. De zijaltaren zijn 18e-eeuws. Het orgel werd in 1782 gebouwd door Lambert-Benoît Van Peteghem.